# Tihama

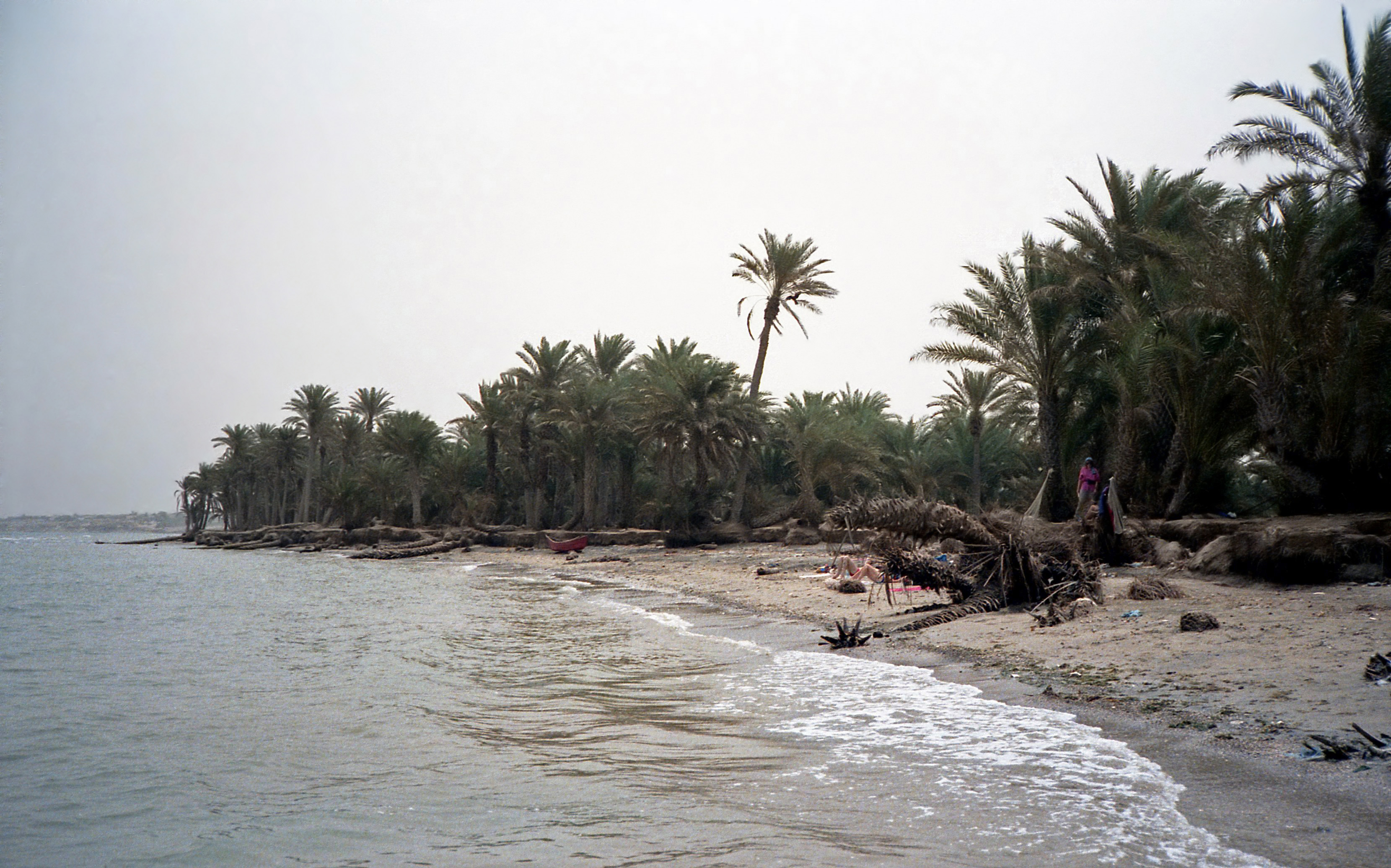
Del av Tihamas havsstrand i Jemen

Tihama (arabiska: تِهَامَة) är en torr, smal kustslätt, som sträcker sig längs västra Arabiska halvön, i Saudiarabien och Jemen, och omfattar hela Röda havets östra kustområde från Aqabaviken i norr till Bab al-Mandab i söder.
Området är smalast i norr och vidgar sig ju längre söderut man kommer till en bredd av omkring sextio kilometer.  Tihama är ett platt, mestadels vegetationslöst, ökenområde med sanddyner och är vattenfattigt med undantag för ett fåtal oaser. De största städerna är al-Hudayda, Zabid och Mocka i Jemen samt Jizan och Jidda i Saudiarabien.